# 凯莉·比文斯
凯莉·伊丽莎白·比文斯（英語：Kylie Elizabeth Bivens，1978年10月24日—），美国女子足球运动员，司职中场、后卫。她曾代表美国国家队参加2003年国际足联女子世界杯，结果队伍获得季军。